# Ongael
Ongael ist eine unbewohnte Insel von Palau.

## Geographie
Ongael ist eine Insel im Bereich der UNESCO-Welterbestätte Südliche Lagune der Rock Islands, (Chelbacheb-Inseln). Sie gehört zu den Ngeruktabel Islands und ist Teil eines Höhenzuges im von Norden der Hauptinsel Ngeruktabel. Auf der Insel liegt der See Uet era Ongael, einer von fünf Salzseen in Palau, welche aufgrund ihrer endemischen Unterarten von Quallen wissenschaftlich untersucht werden.